# Юм-Розери, Уильям
Юм-Ро́зери, Уильям (англ. William Hume-Rothery, 15 мая 1899, Вустер-Парк, Суррей — 27 сентября 1968) — английский металловед, внесший значительный вклад в изучение кристаллического строения металлов и сплавов. Установил, что кристаллическая структура сплавов определяется соотношением радиусов атомов компонентов, числом валентных электронов и разницей электроотрицательностей, что позволило сформулировать правила Юм-Розери, определяющие закономерности образования твердых растворов.
Изучая в 20-х годах XX века сплавы на основе серебра, меди и золота, открыл целый ряд фаз (так называемых электронных соединений), в которых изменения кристаллической структуры определяются средним числом валентных электронов. Эта работа получила настолько широкое признание в металловедении, что открытые Юм-Розери электронные соединения получили название фаз Юм-Розери. Внес вклад в кристаллохимию, сформулировав правило, позволяющее определить координационное число атомов в кристаллах простых веществ с ковалентной связью (халькогены, галогены, элементы группы азота, углерод, кремний, германий, бор).
Правила Юм-Розери — ряд основных правил, определяющих способность химического элемента растворяться в металле с образованием твёрдого раствора. Существует две формулировки этих правил, определяющие возможность образования твёрдых растворов замещения и внедрения.
Для твёрдых растворов замещения правила Юм-Розери следующие:
1. Растворимость возможна, если кристаллические решётки растворённого элемента и растворителя одинаковы;
2. Образование твёрдого раствора возможно, если атомные радиусы растворённого элемента отличаются не более, чем на 15 %;
3. Максимальная растворимость достигается, если растворяемый элемент и растворитель имеют одинаковую валентность, причём металлы с меньшей валентностью стремятся раствориться в металлах с большей валентностью.
4. Растворённый элемент и растворитель должны иметь близкую электроотрицательность различие не должно превышать 0.2—0.4, в противном случае рассматриваемые элементы вместо твёрдых растворов склонны к образованию интерметаллических соединений.
Для твёрдых растворов внедрения правила Юм-Розери следующие:
1. Атом растворённого элемента должен иметь атомный радиус меньший, чем размер пустот пор в кристаллической решётке растворителя, но быть больше размера самой маленькой из возможных пор — тетраэдрической поры, то есть должно выполняться правило Хэгга;
2. Растворённый элемент и растворитель должны иметь близкую электроотрицательность.
В 1950-х годах Уильям Юм-Розери стал основателем кафедры металлургии (в настоящее время кафедра металловедения) в Оксфордском университете.